# Recharged
Recharged is een remixalbum van de Amerikaanse rockband Linkin Park. De nummers bestaan uit remixen van de nummers van de bands vijfde studioalbum Living Things. Deze werden in 2012 en 2013 door verschillende onder handen genomen, waaronder bandlid Mike Shinoda en producer Rick Rubin. Het album is het tweede remixalbum dat de band uitbrengt. In 2002 werd het debuutalbum Hybrid Theory geremixt op het album Reanimation. Recharged wordt op 29 oktober 2013 digitaal en fysiek uitgebracht onder Warner Bros. en Machine Shop. Ter promotie wordt A Light that Never Comes uitgebracht als leadsingle. Dit nummer is een samenwerking met de Amerikaanse electrohouseproducer en -dj Steve Aoki en is de eerste electrohousesingle van de rockband. 

## Tracklist
| Nr. | Titel                                                              | Duur |
| --- | ------------------------------------------------------------------ | ---- |
| 1.  | A Light that Never Comes (Linkin Park x Steve Aoki)                | 3:50 |
| 2.  | Castle of Glass (M. Shinoda Remix)                                 | 6:20 |
| 3.  | Lost in the Echo (KillSonik Remix)                                 | 5:09 |
| 4.  | Victimized (M. Shinoda Remix)                                      | 3:00 |
| 5.  | I'll Be Gone (Vice Remix featuring Pusha T)                        | 4:01 |
| 6.  | Lies Greed Misery (Dirtyphonics Remix)                             | 4:51 |
| 7.  | Road Untraveled (Rad Omen Remix featuring Bun B)                   | 5:28 |
| 8.  | Powerless (Enferno Remix)                                          | 6:08 |
| 9.  | Burn It Down (Tom Swoon Remix)                                     | 4:47 |
| 10. | Until It Breaks (Datsik Remix)                                     | 6:01 |
| 11. | Skin to Bone (Nick Catchdubs Remix featuring Cody B. Ware and Ryu) | 3:54 |
| 12. | I'll Be Gone (Schoolboy Remix)                                     | 6:12 |
| 13. | Until It Breaks (Money Mark Headphone Remix)                       | 4:30 |
| 14. | A Light that Never Comes (Rick Rubin reboot)                       | 4:40 |
| 15. | Burn It Down (Paul Van Dyk Remix) (bonus track)                    | 8:00 |

Emily Armstrong · Chester Bennington · Rob Bourdon · Colin Brittain · Brad Delson 
Dave Farrell · Joe Hahn · Scott Koziol · Mike Shinoda · Mark Wakefield